# Čtení

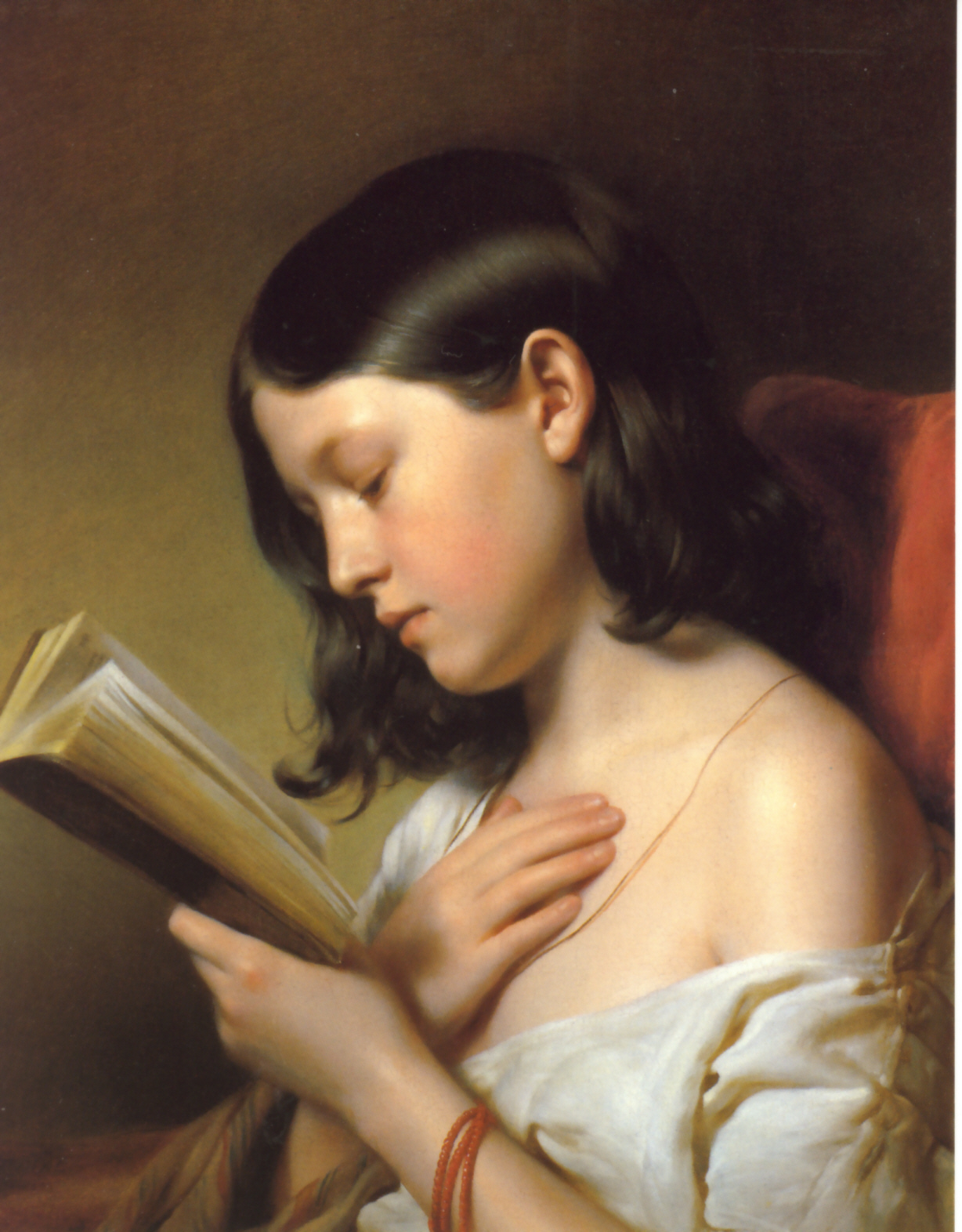
Franz Eybl: Čtoucí dívka (1850)

Čtení je způsob získávání informací z něčeho, co bylo napsáno. Čtení zahrnuje poznávání symbolů (písmen), které tvoří jazyk. Čtení a poslech jsou u lidí dva nejčastější způsoby získávání informací.
Číst lze pro sebe nebo předčítat nahlas pro publikum.